# Conus regularis
Espèce
Statut de conservation UICN

 LC  : Préoccupation mineure
Conus regularis est une espèce de mollusques gastéropodes marins de la famille des Conidae.
Comme toutes les espèces du genre Conus, ces escargots sont prédateurs et venimeux. Ils sont capables de « piquer » les humains et doivent donc être manipulés avec précaution, voire pas du tout.

## Description
La taille de la coquille varie entre 25 mm et 86 mm. La couleur de la coquille est blanche ou blanc jaunâtre, avec des maculations et des taches marron-chocolat, diversement disposées en séries tournantes. Parfois, la couleur de fond de la coquille est châtaigne, avec des maculations et des taches chocolatées d'ouverture. La spire est un peu concave et élevée, avec un apex aigu. L'Epiderme (zoologie)|épiderme est mince, lisse et translucide. 

## Distribution
Cette espèce est présente dans l'océan Pacifique au large du Mexique.

### Niveau de risque d’extinction de l’espèce
Selon l'analyse de l'UICN réalisée en 2011 pour la définition du niveau de risque d'extinction, cette espèce est présente de la côte pacifique du Mexique au nord du Pérou. Elle est largement distribuée, considérée comme commune, non surpeuplée et aucune menace majeure ne l'affecte. De plus, l'aire de répartition de cette espèce chevauche probablement les aires marines protégées. Elle est répertoriée comme étant de préoccupation mineure.

## Taxonomie

### Publication originale
L'espèce Conus regularis a été décrite pour la première fois en 1833 par le naturaliste, illustrateur et conchyliologiste britannique George Brettingham Sowerby I dans « The conchological illustrations or, Coloured figures of all the hitherto unfigured recent shells »,.

### Synonymes
- Conus (Dauciconus) regularis G. B. Sowerby I, 1833 · appellation alternative
- Conus angulatus A. Adams, 1854 · non accepté
- Conus incurvus G. B. Sowerby I, 1833 · non accepté
- Conus magdalenensis Bartsch & Rehder, 1939 · non accepté
- Conus syriacus G. B. Sowerby I, 1833 · non accepté
- Gradiconus regularis (G. B. Sowerby I, 1833) · non accepté